# 아름다운 그대곁에
아름다운 그대곁에 이은지입니다는 대한민국의 방송국 TJB POWER FM의 라디오 프로그램으로, 매일 오전 11시부터 낮 12시까지 TJB의 아나운서 이은지가 진행했던 대전, 세종, 충남 전지역의 클래식 프로그램이다.

## 진행자
- 이은지

## 역대 진행자
- 김설
- 이지은
- 진미선
- 조윤경
- 권기호

## 방송되는 코너

### 매일 코너
- 음악이 있는 풍경

### 요일 코너[1]
- 월요일 : 뮤지컬 속으로
- 화요일 : 한 장의 명반
- 수요일 : 온리 유
- 목요일 : 클래식 음악도시기행
- 금요일 : 문화 산책
- 토요일 : 색깔 있는 클래식
- 일요일 : 명곡 속 숨은 악장

## 같이 보기
- 더 클래식, 정희정입니다. (KNN 러브FM)